# GDAP1
GDAP1 (англ. Ganglioside induced differentiation associated protein 1) – білок, який кодується однойменним геном, розташованим у людей на короткому плечі 8-ї хромосоми. Довжина поліпептидного ланцюга білка становить 358 амінокислот, а молекулярна маса — 41 346.
| 10         |  | 20         |  | 30         |  | 40         |  | 50         |
| ---------- |  | ---------- |  | ---------- |  | ---------- |  | ---------- |
| MAERQEEQRG |  | SPPLRAEGKA |  | DAEVKLILYH |  | WTHSFSSQKV |  | RLVIAEKALK |
| CEEHDVSLPL |  | SEHNEPWFMR |  | LNSTGEVPVL |  | IHGENIICEA |  | TQIIDYLEQT |
| FLDERTPRLM |  | PDKESMYYPR |  | VQHYRELLDS |  | LPMDAYTHGC |  | ILHPELTVDS |
| MIPAYATTRI |  | RSQIGNTESE |  | LKKLAEENPD |  | LQEAYIAKQK |  | RLKSKLLDHD |
| NVKYLKKILD |  | ELEKVLDQVE |  | TELQRRNEET |  | PEEGQQPWLC |  | GESFTLADVS |
| LAVTLHRLKF |  | LGFARRNWGN |  | GKRPNLETYY |  | ERVLKRKTFN |  | KVLGHVNNIL |
| ISAVLPTAFR |  | VAKKRAPKVL |  | GTTLVVGLLA |  | GVGYFAFMLF |  | RKRLGSMILA |
| FRPRPNYF   |  |            |  |            |  |            |  |            |

A: Аланін

C: Цистеїн

D: Аспарагінова кислота

E: Глутамінова кислота

F: Фенілаланін

G: Гліцин

H: Гістидин

I: Ізолейцин

K: Лізин

L: Лейцин

M: Метіонін

N: Аспарагін

P: Пролін

Q: Глутамін

R: Аргінін

S: Серин

T: Треонін

V: Валін

W: Триптофан

Задіяний у таких біологічних процесах, як ацетилювання, альтернативний сплайсинг. 
Локалізований у цитоплазмі, мембрані, мітохондрії, зовнішній мембрані мітохондрій.